# Bob Porter (producent)
Bob Porter (Wellesley (Massachusetts), 20 juni 1940 - Northvale, 10 april 2021) was een Amerikaanse muziekproducent, discograaf, auteur en radiopresentator. Hij werd bekend door het opnieuw uitbrengen van talrijke klassieke blues- en jazz-opnamen. In 2009 werd hij daarvoor opgenomen in de Blues Hall of Fame.

## Loopbaan
Porter produceerde meer dan 200 jazz- en bluesalbums, als reissue-producer voor Savoy Records (1975-1980) en later (1986-1991) voor Atlantic Records. Daarna deed hij dat voor veel andere platenlabels. Het resultaat van zijn inspanningen is, dat deze belangrijke muziek voor toekomstige generaties is behouden en "beter klinkt dan ooit", aldus Jason Ankeny in een stukje op AllMusic.
In 1981 begon hij de radioserie Portraits in Blue, een programma met blues, rhythm-and-blues en soul, dat hij maakte voor WBGO in Newark (New Jersey), maar ook op andere zenders te horen was. In 1986 kreeg hij hiervoor de W. C. Handy Award. Porter werd vijf keer genomineerd voor een Grammy, in 1980 kreeg hij de prijs ook echt voor zijn hoesteksten voor The Complete Charlie Parker (Savoy) en in 1986 ontving hij er opnieuw een, nu als producer van het heruitgebrachte Atlantic Rhythm & Blues. Hij was lid van het nominatiecomité van de Rock and Roll Hall of Fame en was vanaf 1990 een van de gastheren van het Chicago Blues Festival. In 2007 kreeg hij de Willis Conover-Marian McPartland Award van de Jazz Journalists Association voor zijn werk bij de radio.
Hij schreef voor verschillende tijdschriften, zoals Down Beat en Cash Box, en was de auteur van de hoesteksten van talloze jazz- en bluesalbums. Verder adviseerde hij organisaties als de National Academy of Recording Arts and Sciences.